# Max Weinhold
Johannes-Maximilian (Max) Weinhold (München, 30 april 1982) is een voormalig Duits hockeydoelman. 
Weinhold was tijdens de Olympische Spelen 2008 en Olympische Spelen 2012 de doelman van de Duitse ploeg die goud won.

## Erelijst
- 2007 –  Champions Trophy in Kuala Lumpur
- 2008 – 5e Champions Trophy in Rotterdam
- 2008 –  Olympische Spelen in Peking
- 2010 –  Wereldkampioenschap in New Delhi
- 2010 – 4e Champions Trophy in Mönchengladbach
- 2012 –  Olympische Spelen in Londen

Sebastian Biederlack · 
Moritz Fürste · 
Tobias Hauke · 
Florian Keller · 
Oliver Korn · 
Niklas Meinert · 
Jan-Marco Montag · 
Maximilian Müller · 
Carlos Nevado · 
Max Weinhold · 
Tibor Weißenborn · 
Benjamin Weß · 
Timo Weß  · 
Philip Witte · 
Matthias Witthaus · 
Christopher Zeller · 
Philipp Zeller · 
Coach: Markus Weise
Oskar Deecke · 
Florian Fuchs · 
Moritz Fürste · 
Martin Häner · 
Tobias Hauke · 
Oliver Korn · 
Maximilian Müller  · 
Jan-Philipp Rabente · 
Thilo Stralkowski · 
Max Weinhold · 
Christopher Wesley · 
Benjamin Weß · 
Timo Weß · 
Matthias Witthaus · 
Christopher Zeller · 
Philipp Zeller · 
Coach: Markus Weise